# Claude Cohen-Tannoudji
Claude Cohen-Tannoudji (Constantina, Algèria? 1 d'abril de 1933) és un físic i catedràtic universitari francès. Va rebre el Premi Nobel de Física l'any 1997, juntament amb els nord-americans Steven Chu i William Daniel Phillips per al seu treball pioner sobre mètodes de refrigeració làser i atrapament d'àtoms.

## Biografia
Va néixer l'1 d'abril de 1933 a la ciutat algeriana de Constantina, en aquells moments colònia francesa, per la qual cosa tenia la consideració de pied-noir. Era el fill de Sarah Sebbah i Abraham Cohen-Tannoudji, descendents llunyans d'una família jueva que al segle xvi va fugir de la Inquisició espanyola. Va estudiar física a l'Escola Normal Superior de París, on va doctorar-se el 1962, institució a la qual ha dedicat la seva recerca científica. El 1973 va esdevenir professor al Collège de France.
Des de 1993 és membre de l'Acadèmia Francesa de Ciències.

## Recerca científica
Va iniciar els seus treballs al voltant de la mecànica quàntica, i aconseguí una plaça de professor a la Universitat de París. La seva recerca s'ha centrat especialment en la interacció entre àtoms i fotons. Juntament amb els físics nord-americans William Daniel Phillips i Steven Chu va desenvolupar mètodes pels quals el làser pot atrapar àtoms a temperatures properes al zero absolut.
El 1997, juntament amb els dos físics nord-americans, fou guardonat amb el Premi Nobel de Física «pels seus treballs pioners en el refredament d'àtoms utilitzant el làser». El 2005 va rebre la medalla d'or del Consell Superior d'Investigacions Científiques d'Espanya.